# Josef Šebek
Josef Šebek (ur. 18 marca 1888 w Pradze) – czeski tenisista reprezentujący Czechy. Startował na igrzyskach w Sztokholmie (1912), gdzie wystartował w turnieju singlowym na korcie otwartym oraz w grze deblowej w parze z Bohuslavem Hykšem.

## Występy na letnich igrzyskach olimpijskich

### Turnieje singlowe
| Igrzyska | Konkurencja                     | 1/64 finału | 1/32 finału          | 1/16 finału          | Ćwierćfinał     | Półfinał        | Finał/Mecz o trzecie miejsce | Klasyfikacja końcowa |
| Igrzyska | Konkurencja                     | Rywal       | Rywal                | Rywal                | Rywal           | Rywal           | Rywal                        | Klasyfikacja końcowa |
| -------- | ------------------------------- | ----------- | -------------------- | -------------------- | --------------- | --------------- | ---------------------------- | -------------------- |
| LIO 1912 | Turniej singlowy (kort otwarty) | Walkower    | Willem Stibolt W 3:0 | Arthur Zborzil P 1:3 | → Nie awansował | → Nie awansował | → Nie awansował              | Miejsca 9-16         |

### Turnieje deblowe
| Igrzyska | Konkurencja                             | Partner       | 1/32 finału                 | 1/16 finału      | Ćwierćfinał      | Półfinał         | Finał/Mecz o trzecie miejsce | Klasyfikacja końcowa |
| Igrzyska | Konkurencja                             | Partner       | Rywal                       | Rywal            | Rywal            | Rywal            | Rywal                        | Klasyfikacja końcowa |
| -------- | --------------------------------------- | ------------- | --------------------------- | ---------------- | ---------------- | ---------------- | ---------------------------- | -------------------- |
| LIO 1912 | Turniej deblowy mężczyzn (kort otwarty) | Bohuslav Hykš | A. Thayssen A. Madsen P 0:3 | → Nie awansowali | → Nie awansowali | → Nie awansowali | → Nie awansowali             | Miejsca 17-32        |